# Matsuda Hideki
Hideki Matsuda (sinh ngày 2 tháng 9 năm 1981) là một cầu thủ bóng đá người Nhật Bản.

## Sự nghiệp câu lạc bộ
Hideki Matsuda đã từng chơi cho Montedio Yamagata, Shizuoka FC, TDK, Okinawa Kariyushi FC và FC Ryukyu.